# Diego de Robles
Diego de Robles fue un escultor y tallador español que desarrolló su trabajo en el marco de la afamada escuela quiteña de arte del siglo XVI. Nació en la ciudad de Toledo (España), hijo de Antonio Robles y María Núñez de Ayala. Viajó al nuevo mundo desde muy joven y se asentó en la ciudad de Quito inmediatamente después de la fundación de la misma, donde desarrollaría toda su obra y adquiriría gran prestigio.

## Obra
Su primera mención en las crónicas de la ciudad data del año 1584, cuando un vecino de la ciudad de nombre Cristóbal López le encargó una imagen de la Virgen de Guadalupe para el monasterio de Guápulo; Robles trabajaría en este proyecto junto a Luis de Rivera, logrando un producto tan exquisito que se ganó el aprecio de la congregación religiosa del lugar, que lo pusieron en uno de los altares de la iglesia para la admiración de los quiteños.  Junto a Luis de Rivera trabajaría además en un conjunto escultórico para la iglesia de San Francisco llamado El bautismo de Cristo.
Los indígenas de Lumbisí le encargaron una imagen similar a la que había realizado para el santuario de Guápulo, pero cuando estuvo terminada se excusaron para no recibirla, por lo que terminó en manos de la comunidad indígena de Oyacachi que después la trasladó al santuario de El Quinche. Este trabajo de tres tallas de madera de cedro, considerado uno de los más importantes de la carrera de Robles, se puede apreciar hasta el día de hoy en el altar mayor de la iglesia de El Quinche, siendo una de las imágenes marianas más veneradas de la población ecuatoriana.
El 27 de junio de 1586 firma un contrato con la cofradía de la Vera Cruz para realizar un crucifijo, documento que se encuentra custodiado hasta el día de hoy en los archivos históricos de la ciudad. A Robles se le atribuye también la imagen de Nuestra Señora de El Cisne, que es venerada en el templo de la localidad de El Cisne, en la provincia de Loja.
Testó en la ciudad de Quito el 9 de marzo de 1594, dejando diez pesos a las Cofradías Naturales establecidas en la iglesia de La Compañía, para purgar cualquier agravio que hubiera podido causar a los indios. Expresó además su deseo de morir en el hospital y de ser enterrado en la iglesia de San Francisco, donde se encontraba gran parte de su obra.

## Legado
Fiel y vigoroso intérprete de la devoción popular, Robles fue uno de los imagineros más populares del virreinato y tuvo numerosos discípulos, indígenas y mestizos. Fue además un escultor profundamente piadoso que “tuvo la dicha de presenciar el éxito sobrehumano que alcanzaron las imágenes que salieron de sus manos”.